# Semyon Bronevsky
Semyon Mikhaïlovitch Bronevski (russe : Семён Михайлович Броневский ; né en 1763 ou 1764, mort le 27 décembre 1830 à Feodosiya) — participant à la guerre russo-persane de 1796, fut directeur du département asiatique du ministère des Affaires étrangères de l'Empire russe, gouverneur de Feodosia, et historien du Caucase.